# Music for Prancing
Music for Prancing est un album de jazz West Coast du saxophoniste ténor Warne Marsh. 

## Enregistrement

### Musiciens
La session d'enregistrement est interprétée par un quartet composé de:
- Warne Marsh (ts), Ronnie Ball (p), Red Mitchell (b), Stan Levey (d).

### Dates et lieux
- Hollywood, Los Angeles, Californie, septembre 1957.

## Titres
| N°     | Titre                    | Compositeur                  | Durée |
| ------ | ------------------------ | ---------------------------- | ----- |
| Face 1 |                          |                              |       |
| 1.     | You Are Too Beautiful    | Richard Rodgers, Lorenz Hart |       |
| 2.     | Autum in New York        | Vernon Duke                  |       |
| 3.     | Playa Del Rey            | Warne Marsh                  |       |
|        |                          |                              |       |
| Face 2 |                          |                              |       |
| 4.     | Ad Libido                | Ronnie Ball                  |       |
| 5.     | Everything Happens to Me | Matt Dennis                  |       |
| 6.     | It's All Right With Me   | Cole Porter                  |       |

## Discographie
- 1957, Mode Records - MOD-LP #125 (LP)

## Référence
- Joe Quinn, Liner notes de l'album Mode Records, 1957.